# Gianluca Tamberi
Gianluca Tamberi (Offagna, 1º luglio 1990) è un giavellottista e modello italiano.
Campione italiano invernale di lancio del giavellotto nel 2010, è l'attuale detentore del record italiano della specialità nella categoria promesse con la misura di 78,61 m.

## Biografia
Figlio dell'ex primatista italiano di salto in alto Marco Tamberi, che è stato il suo allenatore fino al 2012, e fratello di Gianmarco Tamberi, Gianluca Tamberi inizia la propria carriera sportiva gareggiando per l'Atletica Osimo.
Nel 2008 passa alla società Bruni Atletica Vomano, con la quale vince i campionati italiani di società. L'anno successivo si classifica quarto ai campionati europei juniores di Novi Sad, Serbia, stabilendo il record italiano di categoria con la misura di 72,76 m. Nell'ottobre dello stesso anno è arruolato nel gruppo sportivo delle Fiamme Gialle.
Nell'inverno 2010 vince i campionati italiani invernali con la misura di 73,97 m, e successivamente stabilisce il record italiano under 23 della specialità con la misura di 78,61 m, durante un triangolare Italia-Francia-Germania aggiudicandosi la gara e la convocazione per la successiva Coppa Europa invernale di lanci di Arles, dove si piazza al quinto posto.
Il 15 settembre 2012 a Pescara partecipa al concorso di bellezza maschile Mr. Italia, vincendolo. Si trasferisce a Roma per studiare recitazione e a maggio 2013 ottiene il suo primo ingaggio come attore dalla società di produzione televisiva Lux Vide per interpretare il ruolo di Oscar, nella nona stagione della serie televisiva Don Matteo.

## Record nazionali
Under 23
- Lancio del giavellotto: 78,61 m ( Ascoli Piceno, 14 marzo 2010)

Under 20
- Lancio del giavellotto: 72,76 m ( Novi Sad, 25 luglio 2009)

## Palmarès
| Anno | Manifestazione | Sede     | Evento                 | Risultato | Prestazione | Note                                   |
| ---- | -------------- | -------- | ---------------------- | --------- | ----------- | -------------------------------------- |
| 2009 | Europei U20    | Novi Sad | Lancio del giavellotto | 4º        | 72,76 m     | Miglior prestazione nazionale under 20 |

## Campionati nazionali
- 1 volta campione nazionale invernale di lancio del giavellotto (2010)

## Altre competizioni internazionali
2010
- 4º in Coppa Europa invernale di lanci ( Arles), lancio del giavellotto - 76,39 m
- 10º agli Europei a squadre ( Bergen), lancio del giavellotto - 71,29 m[3]